# Bastasjön, Småland
Bastasjön är en sjö i Vaggeryds kommun i Småland och ingår i Lagans huvudavrinningsområde. Sjön är 4,6 meter djup, har en yta på 0,029 kvadratkilometer och är belägen 173 meter över havet.